# 中国帝国主義
中国帝国主義 (ちゅうごくていこくしゅぎ、Chinese imperialism) とは、中国|中華人民共和国の国境を超えた政治的・経済的・文化的影響力の拡大を指す。
論者によっては、南シナ海の領有権主張やウイグル族弾圧を指すこともある。

## 解説
中国では1911年革命以降、長期にわたる帝国体制は存在せず、公式には人民共和制の国であるが、中国を帝国主義国家と呼ぶ者もいる。これは、新人民軍、日本共産党、一部の毛沢東主義政党や新左翼（特に一部の中国新左翼）などの太平洋地域の社会主義政党も含まれる。中国の中華人民共和国-アフリカ関係も「新植民地主義」と非難されている。

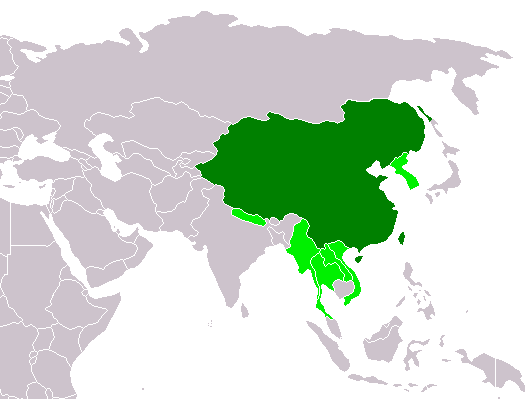
清朝の最盛期とその勢力圏

様々な中国の王朝の帝国王朝は、中国の歴史の中で中国の拡張主義を行い、民国時代以前に領土を拡大した。

### 中華人民共和国
1978年の中国の経済改革以来、中国は新たな経済的、軍事的、政治的な大国となった。中国が変革する中で、中国政府が拡張主義的な考えを放棄することが期待された。しかし、中国共産党の中国共産党総書記である習近平の権力掌握以降、そして中国が多くの領土紛争の大部分は中国のものであると主張することに伴い、一般的に中国は割譲要求を堅持していると考えられている。

#### 一帯一路構想
一部の学者や評論家は、2012年以降、中国共産党総書記の習近平が南西の発展途上近隣国に対して「組織的な帝国主義政策」を示していると主張している。特にモンゴル・中国関係のモンゴル国、 カザフスタン・中国関係のカザフスタン、 タジキスタン・中国関係のタジキスタン、 キルギス・中国関係のキルギス、 アフガニスタン・中国関係のアフガニスタン、パキスタン・中国関係のパキスタン、ネパール・中国関係のネパール、 ミャンマー・中国関係のミャンマー、カンボジア・中国関係のカンボジア、 ラオス・中国関係のラオス、およびベトナム・中国関係のベトナム。 これには債務の罠外交への批判も関連している。
中国の急速な経済発展とアフリカへの投資増加に伴い、中国のアフリカ投資が帝国主義的かどうかをめぐる新たな議論が生まれている。ホレス・キャンベルはこの議論を「表面的なもの」と呼び、中国の関与は西洋の帝国主義とは依然として異なると考えている。 中華人民共和国-アフリカ協力フォーラム（FOCAC）が多くの投資を調整している。『ハーバード・インターナショナル・レビュー』のエヴァン・シアンによると、2020年に債務危機を迎え、「アフリカ諸国の中で最も多くの中国貸し手がいる」とされたザンビアへの中国の投資は経済的帝国主義の観点で見られるが、計画的な債務罠ではなく管理不行き届きや規制の欠如によるものかもしれないという。しかしシアンは、ザンビアの鉱業産業における「中国の構造的支配」や、「中国の無制限の権力」により多くのプロジェクトが労働条件を無視し、プロジェクトが中国官僚の圧力によりアフリカ政府を通じて実施されていると指摘し、FOCACの厳しい監視が搾取的な関係を制限するだろうと勧めている。
中国の公式な情報源は、各国が借入を強制されたわけではなく、契約には条件が付されていなかったと指摘しているが、外部の観察者は多くの債務国が財政的困難に陥っていることを指摘している。例えば、スリランカは主権債務をデフォルトした。 スリランカのハンバントタ港は2017年から99年間中国にリースされている。 外国の港を99年間リースすることは、主権の現在的かつ象徴的な侵食とみなされており、19世紀の植民地主義と類似すると見なされている。これは、1898年に英国が中国から英領香港を99年間リースした期間に相当するためである。 中国はまた、グワダル港をパキスタンから43年間リースしているが、グワダル港に対する中国の関心に反対する大規模な抗議も起きている。 中華人民共和国・パキスタン経済回廊（CPEC）は中華人民共和国の影響力を拡大する地政学的な取り組みと見なされている。バルーチスターン紛争の武装勢力は、CPECを中国の帝国主義的事業とみなしている。 『エコノミック・タイムズ』によると、スリランカ、パキスタン、バングラデシュにおける中国の国家的利害関係はインドを包囲する統合戦略を形成している。この全体戦略は米国およびインドの評論家によって「真珠の首飾り」と名付けられており、経済的および海軍的利益を組み合わせた中国によるインド包囲網である。 インドの主張を支持するのは、グワダル港が海軍艦艇を受け入れる能力を持ち、中国のプレゼンスが増すことで中華人民共和国海軍がグワダルを前進基地として使用できる可能性があることである。
しかし他の研究者はこの見解に異議を唱えている。2019年10月のローイー研究所の報告書によれば、中国は太平洋地域において、負債罠外交（debt-trap diplomacy）の非難を正当化するような意図的な行動を取っていない（当時の証拠に基づく）とされており、中国が太平洋における債務リスクの高まりの主な原因であるとは言えないとされる。ただし、報告書は中国の貸出規模や、太平洋諸国の制度的脆弱性に懸念を示しており、小規模国が債務に圧倒されるリスクがあることを指摘している。 2020年のローイー研究所の記事では、スリランカのハンバントタ港は中国の負債罠外交の「典型的な事例」であるとしつつも、この物語を「神話」と呼んでいる。なぜなら、このプロジェクトは北京ではなく、元スリランカ大統領のマヒンダ・ラージャパクサによって提案されたものであるからだ。さらに、スリランカの債務危機は中国の貸付によるものではなく、「西側主導の資本市場での過剰な借入れ」によるものだと付け加えている。
『ザ・ディプロマット』によると、一帯一路（BRI）の投資は、受入国における分離主義や民族間対立を悪化させている。なぜなら中国政府および国営企業は「権力の座にいる者としか取引しない傾向」があり、BRIの分析は「負債罠」や地政学、経済的波及効果を超えて、中国資本の大量流入が受入国において生じさせる社会的亀裂も検証するべきだとされる。

#### 新疆の収容施設
ウイグル族の迫害
新疆の収容施設は、2010年代後半に習近平政権下で設立された。 ヒューマン・ライツ・ウォッチは、これらの施設が2017年以降、「人民戦争」の一環としてウイグル族やその他のムスリムを思想教育するために使われていると述べている。 これらの収容施設は、世界各国政府や人権団体から、人権侵害（虐待、強姦、拷問など）があったとして非難されており、ジェノサイド（集団虐殺）を疑う声もある。

#### チベット政策
チベット・レビューは、中国政府のチベット政策を、以下の複数の基準に基づいて植民地的と評価している。「植民集団の強制的浸透」「社会破壊性」「外部政治支配」「内部集団の経済依存」「劣悪な社会サービス」「社会的階層化」などである。

## 中国のメディアと文化的帝国主義

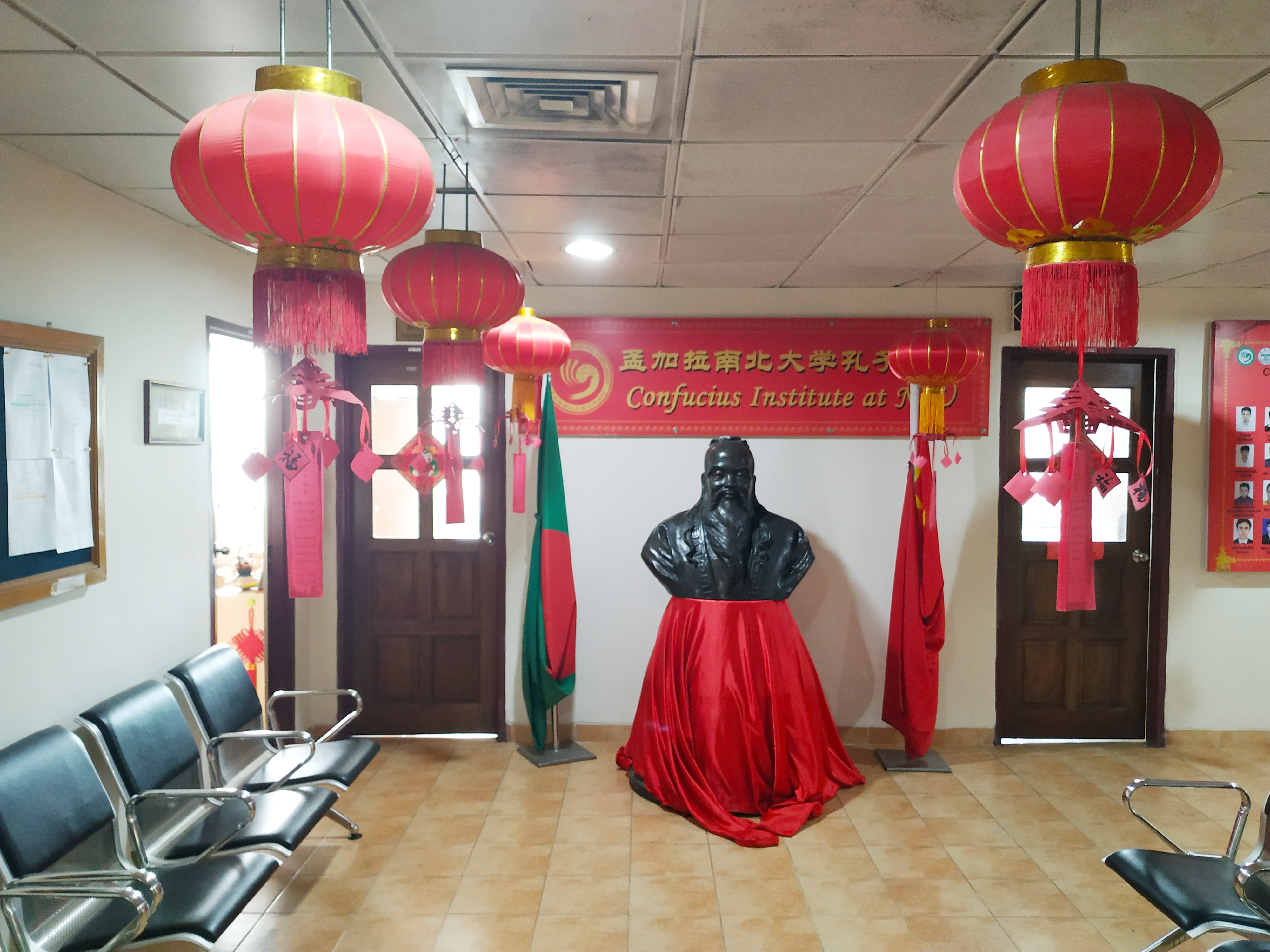
孔子学院と孔子の像（ノースサウス大学、バングラデシュ）

グローバルメディアおよび国際コミュニケーションの研究者たちは、中国のメディアおよび文化的帝国主義の側面について理論化し、研究、分析、議論、討論を行っている。 メディア帝国主義および文化帝国主義の枠組みを基に、中国のインターネット企業の国際展開や映画産業から、他国における中国国営メディア企業の「ソフトパワー」や公共外交キャンペーンに至るまで、メディア帝国主義の例として研究されている。
一部の西側および非西側のニュースメディアは、中国を新興のメディア・文化的帝国主義者として位置づけ始めている。例えば、Confucius Institutes批判では、単に中国文化を普及するだけでなく、政治的なナラティブを推進したり、海外の中国人を監視しているとして批判されているとCNNは指摘している。 また、The Diplomat (magazine)によると、韓国の評論家は、中国の文化帝国主義的側面として、韓流コンテンツの検閲や、一部の韓国歴史上の人物を中国のものと主張することを挙げている。

## 政治的帝国主義
伝統的な台湾独立運動家たちは、中国の帝国主義の影響を受けない、台湾の国家自己決定に基づく「台湾共和国」の樹立を主張している。1980年代後半には、短期間存在した極左の台湾革命党が、マルクス・レーニン主義の観点から台湾の独立を擁護し、中華人民共和国を「列強」と批判した。 多くの台湾民族主義者は、党国体制（国民党による台湾支配）をアパルトヘイト時代の南アフリカに例えている。 Taipei Timesは、中国共産党の「統一戦線（台湾）」という用語を中国の帝国主義と拡張主義に関連づけている。
香港のトロツキスト政治組織である社会主義行動（香港）は、中国共産党主導の「中国帝国主義」が香港に対する政治的抑圧と経済的植民地化を進めていると批判している。
Freedom Houseは、中国がインターネット検閲やサイバー監視の分野で権威主義的独裁政権を支援し、中華人民共和国の政治モデルを推進していると報告している。「中国は人権記録の悪いさまざまな政府に対して、通信機器、先進的な顔認識技術、データ分析ツールを供給しており、これらは中国の情報機関だけでなく抑圧的な現地当局にも利益をもたらす可能性がある」としている。

## 中国の帝国主義に関する見解
中国や世界中の左派知識人の間では、中国が帝国主義国となったかどうかについて激しい議論がある。中国の新左派の一員である李民骐は、中国は世界の資本主義体制の中でますます重要になっているが、依然として「semi-peripheral（半周辺）」であり、帝国主義国ではないと考えている。また、汪暉も中国の変化を批判しており、New Left Reviewで中国は帝国主義の「戦略的パートナー」の一つになっており、社会問題を指摘しようとする分析は「文化大革命の時代に戻りたい」という非難を受けると論じている。
フィリピン共産党（CPP）はフィリピンの毛沢東主義政党であり、中国共産党をフィリピンの漁民や人民を攻撃する帝国主義政党であると見なしており、ドゥテルテと共謀していると批判している。党の重要人物であるホセ・マリア・シソンは「CCPは時折毛沢東を口先だけで持ち上げ、特に祝祭の儀式ではそうだが、毛沢東の記憶を愛しその思想と行動に賛同する多くの中国人民や党幹部、党員を刺激しないようにしている」と述べている。 また、CPPの武装組織である新人民軍は、南シナ海の領有権問題や中国の投資に対する不満を理由にフィリピンの中国企業を攻撃するよう指示されている。
2020年には日本共産党が、中国共産党を「大国主義と覇権主義」に加担していると批判し、「世界平和と進歩に逆行する潮流」と表現した。日共はまた、「中国は社会主義の新たな探求を始めた国である」と記した綱領の一文を削除した。日共のメンバーは、これは中国の人権状況が理由であると述べている。これに対し、中華人民共和国外交部はJCPの非難を「根拠なく偏見に満ちたもの」と非難した。
2017年の論文でDavid A. Lakeは、中華人民共和国の独裁体制は「他者に対する権限の制限を信頼性をもって約束することをより困難にするだろう。[…] そのような信頼できる制約がなければ、潜在的な従属者は中国の彼らの問題に対する権威を受け入れることにより慎重になるだろう。中国が21世紀に国際的なヒエラルキーを築くことは、英国や米国がそれぞれの台頭期に行ったよりも難しくなるだろう」と主張した。
Edward Wongは、元『ニューヨーク・タイムズ』北京支局長であり、中国とアメリカはともに帝国であると考えている。米国の帝国はソフトパワーで知られる一方、中国はハードパワーで知られている。 政治経済学者のタナー・ミルリースは、米中の経済力・軍事力・メディア技術力の比較分析を行い、「米国と中国は明らかに世界で最も重要な帝国主義的勢力だが、米国は多くの点で中国を凌駕しているため、まだ同等の力ではない。もし米中間に初期的な帝国間競争が存在するならば、それは非対称的なものであり、米国は世界の情勢において目標達成のための構造的能力や資源を中国よりも多く持っているからである」と主張している。
中国例外主義や中国民族主義者の張維為などは、中国は何千年もの歴史の中でグローバルな帝国主義勢力ではなかったと主張している。

## 中国の海外軍事基地

ある報告書による中国の海外軍事基地の地図（The Economist掲載）:
中国
中国基地がある国
中国が基地設置を打診したと思われる国

中国はジブチ保障基地に公式の海外基地を一つ持っているが、他の国にも打診している可能性がある。